# Bellakeo
Bellakeo è un singolo del cantante messicano Peso Pluma e della cantante brasiliana Anitta, pubblicato il 7 dicembre 2023 come primo estratto dal quarto album in studio di Peso Pluma Éxodo.
È stato riconosciuto col Premio Lo Nuestro alla canzone urban dell'anno.

## Video musicale
Il video musicale, girato a Madrid e diretto da Willy Rodríguez, è stato reso disponibile in concomitanza con l'uscita del brano attraverso il canale YouTube del cantante.

## Tracce
Testi e musiche di Hassan Emilio Kabande Laija, Ángel Sandoval, Juan Daniel Arias, Jorge Alberto Erazo, Juan Diego Medina, Mario Cáceres e Omar José Pulido Vicari.
1. Bellakeo – 3:17

## Formazione
- Peso Pluma – voce
- Anitta – voce
- Jorge Millano – produzione
- Mario Cáceres – produzione, produzione vocale
- Jean Rodríguez – produzione vocale, registrazione
- Pamela Velez – registrazione
- Mosty – mastering, missaggio
- Nerd.z – missaggio

## Classifiche

### Classifiche settimanali
| Classifica (2023-24) | Posizione massima |
| -------------------- | ----------------- |
| Argentina            | 21                |
| Bolivia              | 1                 |
| Brasile              | 46                |
| Cile                 | 1                 |
| Colombia             | 18                |
| Costa Rica           | 20                |
| Ecuador              | 6                 |
| Grecia               | 61                |
| Messico              | 6                 |
| Panama               | 19                |
| Perù                 | 2                 |
| Portogallo           | 26                |
| Spagna               | 59                |
| Stati Uniti          | 53                |

### Classifiche di fine anno
| Classifica (2024) | Posizione |
| ----------------- | --------- |
| Portogallo        | 154       |